# Bulbophyllum triviale
Bulbophyllum triviale là một loài phong lan thuộc chi Bulbophyllum.